# Hoplia vidua
Hoplia vidua är en skalbaggsart som beskrevs av Moser 1918. Hoplia vidua ingår i släktet Hoplia och familjen Melolonthidae. Inga underarter finns listade i Catalogue of Life.